# Stijn de Looijer
Stijn de Looijer (Schaijk, 31 maart 1992) is een Nederlands voormalig voetballer die als middenvelder speelde. Hij heeft ook onder contract gestaan bij FC Den Bosch en N.E.C..

## Clubcarrière
Hij begon bij DAW en kwam op tienjarige leeftijd in de jeugdopleiding van FC Den Bosch. De Looijer debuteerde in het betaalde voetbal in de basiself van FC Den Bosch in de uitwedstrijd tegen Helmond Sport op 30 september 2011.
In de zomer van 2012 wordt hij getransfereerd naar N.E.C., tot ongenoegen van de Bossche fans. In het seizoen 2013/14 speelde hij op huurbasis wederom in Den Bosch. Eind augustus 2014 verliet hij N.E.C. en sloot zich aan bij Topklasser JVC Cuijk. Toen hij daar bij eind september bij een training met het tweede elftal geblesseerd raakte, beëindigde hij zijn loopbaan. Medio 2015 maakt hij bij Blauw Geel '38 zijn rentree in de Hoofdklasse. In 2017 stopte hij.
In 2019 nam hij deel aan het Nederlands kampioenschap halve marathon.

## Clubstatistieken
| Seizoen | Club                | Land      | Competitie       | Duels | Goals |
| ------- | ------------------- | --------- | ---------------- | ----- | ----- |
| 2011/12 | FC Den Bosch        | Nederland | Eerste divisie   | 14    | 0     |
| 2012/13 | N.E.C.              | Nederland | Eredivisie       | 0     | 0     |
| 2013/14 | FC Den Bosch (huur) | Nederland | Eerste divisie   | 15    | 1     |
| 2014/15 | N.E.C.              | Nederland | Eerste divisie   | 0     | 0     |
| 2014/15 | JVC Cuijk           | Nederland | Topklasse Zondag | 0     | 0     |
| Totaal  | Totaal              | Totaal    | Totaal           | 29    | 1     |